# Sønder Vilstrup
Sønder Vilstrup – miasto w Danii, w regionie Dania Południowa, w gminie Haderslev.